# 円錐台

円錐台（えんすいだい、英: circular truncated cone）は、底面が円である錐台である。つまり、円錐を底面に平行な平面で切り、小円錐の部分を除いた立体図形である。
プリンの形は一般的には円錐台である。受験数学、特に日本の中学入試でよく出題される立体である。

## 体積

### 初等的な導出
錐体の体積公式を知っているが積分計算は知らない場合（日本の多くの小中学生はそうである）、体積を求めるには、円錐から小円錐を取り除いたと考えればよい。ここで、一般の錐台の体積公式を求めておく。上底面、下底面の面積をそれぞれ S1, S2, 高さを h とする。
もとの大きな錐体の高さ H は
{\displaystyle {\frac {\sqrt {S_{1}}}{\sqrt {S_{2}}}}={\frac {H-h}{H}}}
を満たす。これを H について解くと、
{\displaystyle H={\frac {{\sqrt {S_{2}}}h}{{\sqrt {S_{2}}}-{\sqrt {S_{1}}}}}}
となる。錐台の体積 V は
{\displaystyle V={\frac {1}{3}}S_{2}H-{\frac {1}{3}}S_{1}(H-h)}
であるから、先ほどの H を代入して整理すると
{\displaystyle V={\frac {h}{3}}{\Bigl (}S_{1}+{\sqrt {S_{1}S_{2}}}+S_{2}{\Bigr )}}
となる。
これにより、上底面の半径 r1, 下底面の半径 r2, 高さ h の円錐台の体積 V は
{\displaystyle V={\frac {\pi h}{3}}({r_{1}}^{2}+r_{1}r_{2}+{r_{2}}^{2})}
となる。

### 積分
体積を求めるには、底面となる円の面積を積分してもよい。
{\displaystyle V=\int _{0}^{h}\pi \left({\frac {r_{1}-r_{2}}{h}}x+r_{2}\right)^{2}\,dx={\frac {\pi h}{3}}({r_{1}}^{2}+r_{1}r_{2}+{r_{2}}^{2}).}
または、台形を回転させた回転体と見ることもできる。回転軸から台形の重心までの距離が
{\displaystyle {\frac {{r_{1}}^{2}+r_{1}r_{2}+{r_{2}}^{2}}{3(r_{1}+r_{2})}}}
であることに注意してパップス＝ギュルダンの定理を用いると、
{\displaystyle V=2\pi {\frac {{r_{1}}^{2}+r_{1}r_{2}+{r_{2}}^{2}}{3(r_{1}+r_{2})}}\times {\frac {r_{1}+r_{2}}{2}}h={\frac {\pi h}{3}}({r_{1}}^{2}+r_{1}r_{2}+{r_{2}}^{2})}
となる。

## 側面積
上底面の半径 r1, 下底面の半径 r2, 母線 l の円錐台の側面積 SS は
{\displaystyle S_{\rm {S}}=\pi (r_{1}+r_{2})l}
となる。